# NFL 2015
Die NFL-Saison 2015 war die 96. Saison im American Football in der National Football League (NFL). Die Regular Season begann am 10. September 2015 mit dem jährlichen Kickoff-Spiel des amtierenden Super-Bowl-Siegers New England Patriots gegen die Pittsburgh Steelers. Die Play-offs begannen am 9. Januar 2016 und endeten mit dem Super Bowl 50 am 7. Februar 2016.

## Regeländerungen
- Ein medizinischer Beobachter kann nun ein medical Time-out verlangen, wenn ein Spieler verwirrt erscheint und/oder Anzeichen einer Gehirnerschütterung zeigt.[3]
- Das Schieben von Teamkollegen an der Line of Scrimmage während eines Punts oder Field Goals ist illegal.[3]
- Schiedsrichter können jetzt bei allen Sichtungen des Videobeweises die Uhr auf den korrekten Zeitpunkt zurückstellen.[3]
- Linebacker können nun die Trikotnummern 40 bis 49 bekommen.[4]
- Die Line of Scrimmage bei einem Point after Touchdown wurde von der 2-Yard-Linie auf die 15-Yard Linie verlegt.[5]
- Eine Interception oder einen eroberten Fumble während einer Two Point Conversion bzw. einen geblockten Point after Touchdown kann die Defense nun für zwei Punkte zu einem Touchdown in die gegnerische Endzone tragen. Zusätzlich ist es nun möglich einen Safety für einen Punkt zu erzielen, indem die Offense den Ballträger der Defense nach einer Interception oder einem Fumble in der eigenen Endzone tackelt, vorausgesetzt, der Ballträger der Defense hatte zwischenzeitlich seine eigene Endzone verlassen.[6]
- Als Folge des „Deflategate“-Skandals um die New England Patriots wurden mehrere Änderungen in Bezug auf die Bälle eingeführt:[7]
  - Jede Mannschaft muss nun vor jedem Spiel 24 Bälle, statt wie zuvor 24 von der Heim- und 12 von der Gastmannschaft, zwei Stunden vor dem Spiel beim Schiedsrichter abgeben.
  - Der Druck jedes Balls wird kontrolliert und Bälle, deren Druck nicht zwischen 12,5 und 13,5 psi liegt, werden vom Schiedsrichter auf 13,0 psi gebracht.
  - Der Umpire wählt zwei Offizielle seines Teams aus, um die Bälle zu kontrollieren und die zwölf Hauptspielbälle zu nummerieren. Der Umpire war bisher alleine dafür verantwortlich.
  - Die Ersatzbälle werden während des Spieles verschlossen und durch den Kicking Ball Coordinator bewacht.
  - In der Halbzeitpause werden die Drücke vom Umpire nachgemessen.
- Zur Feier der fünfzigsten Super-Bowl-Saison (Abschluss mit dem Super Bowl 50) werden auf allen 50-Yards-Linien die jeweiligen Zahlen „50“ golden bemalt.[8]

## NFL Draft

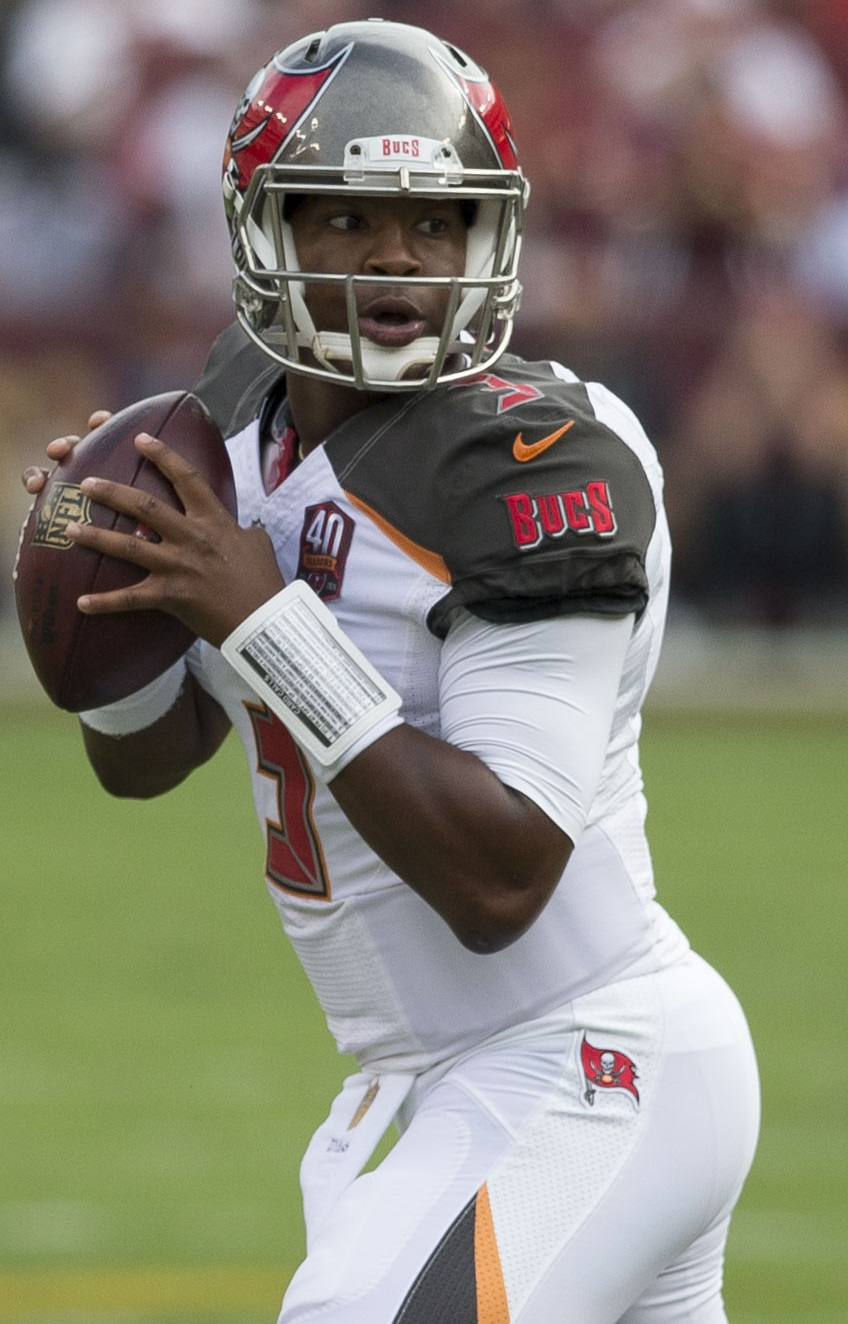
Jameis Winston wurde als erster Spieler im NFL Draft 2015 ausgewählt.

Der NFL Draft 2015 fand vom 30. April bis 2. Mai statt. Zum ersten Mal seit 1965 wurde er nicht in New York, sondern in Chicago ausgetragen. Der Draft lief über sieben Runden, in denen 256 Spieler ausgewählt wurden. Da die Tampa Bay Buccaneers in der abgelaufenen Saison den schlechtesten Record aufwiesen, hatten sie das Recht, den ersten Spieler im Draft auswählen. Mit dem Erstrunden-Pick wählten sie den Quarterback und Gewinner der Heisman Trophy Jameis Winston von der Florida State University.

## Regular Season
Die Regular Season begann am 10. September 2015. Sie umfasste 256 Spiele, die in 17 Spielwochen ausgetragen wurden, wobei jedes Team 16 Spiele absolvierte und eine spielfreie Woche (Bye Week) zwischen der vierten und der zwölften Woche hatte. 17 Spiele wurden als Monday Night Game ausgetragen, davon zwei als Doubleheader in der ersten Woche. Es gab ebenfalls 17 Spiele am Donnerstag (Thursday Night), beginnend mit dem Eröffnungsspiel am 10. September und Spielen an Thanksgiving. Am letzten Wochenende fanden alle Spiele am Sonntag statt und alle Mannschaften trafen – wie seit 2010 üblich – auf einen Gegner aus ihrer Division.
Jedes Team spielte gegen 13 andere Teams. Zwei Mal spielte es gegen die drei anderen Teams aus seiner Division (zusammen sechs Spiele). Zusätzlich spielte jedes Team – auf Rotationsbasis – gegen alle vier Teams aus einer anderen Division seiner Conference (zusammen vier Spiele). Weitere zwei Spiele wurden gegen die zwei verbleibenden Teams derselben Conference ausgetragen, die in der Saison zuvor in ihrer Division auf demselben Platz endeten wie das gegnerische Team (wenn ein Team den dritten Platz belegt hatte, spielte es somit gegen alle drei Drittplatzierten seiner Conference). Die verbleibenden vier Spiele wurden im Inter-Conference-Vergleich ausgetragen. Auf Rotationsbasis treffen dazu jeweils zwei Divisionen zusammen. In der Saison 2018 sah der Spielplan dafür folgende Verteilung vor:
| | Division | Division  | Division  | Division | Division | Division  | Division  | Division |
| Conference | AFC East | AFC North | AFC South | AFC West | NFC East | NFC North | NFC South | NFC West |
| --- | -------- | --------- | --------- | -------- | -------- | --------- | --------- | -------- |
| AFC | South    | West      | East      | North    | East     | West      | South     | North    |
| NFC | East     | West      | South     | North    | South    | West      | East      | North    |
| Zur Erläuterung der Tabelle ein Beispiel: die vier Teams der AFC East trafen auf die vier Teams der AFC South sowie die vier Teams der NFC East. |          |           |           |          |          |           |           |          |

Die neue Point-after-Touchdown-Regel sorgte dafür, dass bereits nach zwei Spieltagen mehr Extrapunkt-Versuche verschossen wurden (9) als in der gesamten Vorsaison (8). Zudem wurden die Pittsburgh Steelers das erste NFL-Team seit 17 Jahren, das bereits im ersten Viertel eine Two-Point Conversion versuchte. Am 6. Dezember konnte Stephone Anthony für die New Orleans Saints nach einem geblockten PAT-Versuch der Carolina Panthers erstmals in der NFL eine defensive Two-Point Conversion erzielen.

### Division
| AFC East             | AFC East | AFC East | AFC East | AFC East | AFC East | AFC East | AFC East | AFC East | AFC East | AFC East | AFC East |
| Team                 | S        | N        | U        | SQ       | P+       | P−       | Diff.    | TD       | DIV      | CONF     | Serie    |
| -------------------- | -------- | -------- | -------- | -------- | -------- | -------- | -------- | -------- | -------- | -------- | -------- |
| New England Patriots | 12       | 4        | 0        | 0,750    | 465      | 315      | +150     | 51       | 4–2      | 9–3      | 2N       |
| New York Jets        | 10       | 6        | 0        | 0,625    | 387      | 314      | +73      | 42       | 3–3      | 7–5      | 1N       |
| Buffalo Bills        | 8        | 8        | 0        | 0,500    | 379      | 359      | +20      | 43       | 4–2      | 7–5      | 2S       |
| Miami Dolphins       | 6        | 10       | 0        | 0,375    | 310      | 389      | −79      | 37       | 1–5      | 4–8      | 1S       |

| NFC East            | NFC East | NFC East | NFC East | NFC East | NFC East | NFC East | NFC East | NFC East | NFC East | NFC East | NFC East |
| Team                | S        | N        | U        | SQ       | P+       | P−       | Diff.    | TD       | DIV      | CONF     | Serie    |
| ------------------- | -------- | -------- | -------- | -------- | -------- | -------- | -------- | -------- | -------- | -------- | -------- |
| Washington Redskins | 9        | 7        | 0        | 0,563    | 388      | 379      | +9       | 40       | 4–2      | 8–4      | 4S       |
| Philadelphia Eagles | 7        | 9        | 0        | 0,438    | 377      | 430      | −53      | 40       | 3–3      | 4–8      | 1S       |
| New York Giants     | 6        | 10       | 0        | 0,375    | 420      | 442      | −22      | 44       | 2–4      | 4–8      | 3N       |
| Dallas Cowboys      | 4        | 12       | 0        | 0,250    | 275      | 374      | −99      | 23       | 3–3      | 3–9      | 4N       |

| AFC North           | AFC North | AFC North | AFC North | AFC North | AFC North | AFC North | AFC North | AFC North | AFC North | AFC North | AFC North |
| Team                | S         | N         | U         | SQ        | P+        | P−        | Diff.     | TD        | DIV       | CONF      | Serie     |
| ------------------- | --------- | --------- | --------- | --------- | --------- | --------- | --------- | --------- | --------- | --------- | --------- |
| Cincinnati Bengals  | 12        | 4         | 0         | 0,750     | 419       | 279       | +140      | 47        | 5–1       | 9–3       | 1S        |
| Pittsburgh Steelers | 10        | 6         | 0         | 0,625     | 423       | 319       | +104      | 42        | 3–3       | 7–5       | 1S        |
| Baltimore Ravens    | 5         | 11        | 0         | 0,313     | 328       | 401       | −73       | 32        | 3–3       | 4–8       | 1N        |
| Cleveland Browns    | 3         | 13        | 0         | 0,188     | 278       | 432       | −154      | 28        | 1–5       | 2–10      | 3N        |

| NFC North         | NFC North | NFC North | NFC North | NFC North | NFC North | NFC North | NFC North | NFC North | NFC North | NFC North | NFC North |
| Team              | S         | N         | U         | SQ        | P+        | P−        | Diff.     | TD        | DIV       | CONF      | Serie     |
| ----------------- | --------- | --------- | --------- | --------- | --------- | --------- | --------- | --------- | --------- | --------- | --------- |
| Minnesota Vikings | 11        | 5         | 0         | 0,688     | 365       | 302       | +63       | 38        | 5–1       | 8–4       | 3S        |
| Green Bay Packers | 10        | 6         | 0         | 0,625     | 368       | 323       | +45       | 42        | 3–3       | 7–5       | 2N        |
| Detroit Lions     | 7         | 9         | 0         | 0,438     | 358       | 400       | −42       | 39        | 3–3       | 6–6       | 3S        |
| Chicago Bears     | 6         | 10        | 0         | 0,375     | 335       | 397       | −62       | 32        | 1–5       | 3–9       | 1N        |

| AFC South            | AFC South | AFC South | AFC South | AFC South | AFC South | AFC South | AFC South | AFC South | AFC South | AFC South | AFC South |
| Team                 | S         | N         | U         | SQ        | P+        | P−        | Diff.     | TD        | DIV       | CONF      | Serie     |
| -------------------- | --------- | --------- | --------- | --------- | --------- | --------- | --------- | --------- | --------- | --------- | --------- |
| Houston Texans       | 9         | 7         | 0         | 0,533     | 339       | 313       | +26       | 36        | 5–1       | 7–5       | 3S        |
| Indianapolis Colts   | 8         | 8         | 0         | 0,500     | 333       | 408       | −75       | 34        | 4–2       | 6–6       | 2S        |
| Jacksonville Jaguars | 5         | 11        | 0         | 0,313     | 376       | 448       | −72       | 44        | 2–4       | 5–7       | 3N        |
| Tennessee Titans     | 3         | 13        | 0         | 0,188     | 299       | 423       | −124      | 34        | 1–5       | 1–11      | 4N        |

| NFC South            | NFC South | NFC South | NFC South | NFC South | NFC South | NFC South | NFC South | NFC South | NFC South | NFC South | NFC South |
| Team                 | S         | N         | U         | SQ        | P+        | P−        | Diff.     | TD        | DIV       | CONF      | Serie     |
| -------------------- | --------- | --------- | --------- | --------- | --------- | --------- | --------- | --------- | --------- | --------- | --------- |
| Carolina Panthers    | 15        | 1         | 0         | 0,938     | 500       | 308       | +192      | 59        | 5–1       | 11–1      | 1S        |
| Atlanta Falcons      | 8         | 8         | 0         | 0,500     | 339       | 345       | −6        | 36        | 1–5       | 5–7       | 1N        |
| New Orleans Saints   | 7         | 9         | 0         | 0,438     | 408       | 476       | −68       | 49        | 3–3       | 5–7       | 2S        |
| Tampa Bay Buccaneers | 6         | 10        | 0         | 0,375     | 342       | 417       | −75       | 37        | 3–3       | 5–7       | 4N        |

| AFC West           | AFC West | AFC West | AFC West | AFC West | AFC West | AFC West | AFC West | AFC West | AFC West | AFC West | AFC West |
| Team               | S        | N        | U        | SQ       | P+       | P−       | Diff.    | TD       | DIV      | CONF     | Serie    |
| ------------------ | -------- | -------- | -------- | -------- | -------- | -------- | -------- | -------- | -------- | -------- | -------- |
| Denver Broncos     | 12       | 4        | 0        | 0,750    | 355      | 296      | +59      | 38       | 4–2      | 8–4      | 2S       |
| Kansas City Chiefs | 11       | 5        | 0        | 0,688    | 405      | 287      | +118     | 45       | 5–1      | 10–2     | 10S      |
| Oakland Raiders    | 7        | 9        | 0        | 0,438    | 359      | 399      | −40      | 42       | 3–3      | 7–5      | 1N       |
| San Diego Chargers | 4        | 12       | 0        | 0,250    | 320      | 398      | −78      | 35       | 0–6      | 3–9      | 2N       |

| NFC West            | NFC West | NFC West | NFC West | NFC West | NFC West | NFC West | NFC West | NFC West | NFC West | NFC West | NFC West |
| Team                | S        | N        | U        | SQ       | P+       | P−       | Diff.    | TD       | DIV      | CONF     | Serie    |
| ------------------- | -------- | -------- | -------- | -------- | -------- | -------- | -------- | -------- | -------- | -------- | -------- |
| Arizona Cardinals   | 13       | 3        | 0        | 0,813    | 489      | 313      | +176     | 58       | 4–2      | 10–2     | 1N       |
| Seattle Seahawks    | 10       | 6        | 0        | 0,625    | 423      | 277      | +146     | 49       | 3–3      | 7–5      | 1S       |
| St. Louis Rams      | 7        | 9        | 0        | 0,438    | 280      | 330      | 0−50     | 31       | 4–2      | 6–6      | 1N       |
| San Francisco 49ers | 5        | 11       | 0        | 0,313    | 238      | 387      | −149     | 24       | 1–5      | 4–8      | 1S       |

### Conference
| AFC              | AFC                  | AFC              | AFC              | AFC              | AFC              | AFC              | AFC              |
| Rang             | Team                 | Division         | S                | N                | U                | SQ               | CONF             |
| Division leaders | Division leaders     | Division leaders | Division leaders | Division leaders | Division leaders | Division leaders | Division leaders |
| ---------------- | -------------------- | ---------------- | ---------------- | ---------------- | ---------------- | ---------------- | ---------------- |
| a1 a             | Denver Broncos       | West             | 12               | 4                | 0                | 0,750            | 8–4              |
| a2 a             | New England Patriots | East             | 12               | 4                | 0                | 0,750            | 9–3              |
| a3 a             | Cincinnati Bengals   | North            | 12               | 4                | 0                | 0,750            | 9–3              |
| 4                | Houston Texans       | South            | 9                | 7                | 0                | 0,533            | 7–5              |
| Wild Cards       |                      |                  |                  |                  |                  |                  |                  |
| 5                | Kansas City Chiefs   | West             | 11               | 5                | 0                | 0,688            | 10–2             |
| b6 b             | Pittsburgh Steelers  | North            | 10               | 6                | 0                | 0,625            | 7–5              |
| Ausgeschieden    |                      |                  |                  |                  |                  |                  |                  |
| b7 b             | New York Jets        | East             | 10               | 6                | 0                | 0,625            | 7–5              |
| c8 c             | Buffalo Bills        | East             | 8                | 8                | 0                | 0,500            | 7–5              |
| c9 c             | Indianapolis Colts   | South            | 8                | 8                | 0                | 0,500            | 6–6              |
| 10               | Oakland Raiders      | West             | 7                | 9                | 0                | 0,438            | 7–5              |
| 11               | Miami Dolphins       | East             | 6                | 10               | 0                | 0,375            | 4–8              |
| c12 c            | Jacksonville Jaguars | South            | 5                | 11               | 0                | 0,313            | 5–7              |
| c13 c            | Baltimore Ravens     | North            | 5                | 11               | 0                | 0,313            | 4–8              |
| 14               | San Diego Chargers   | West             | 4                | 12               | 0                | 0,250            | 3–9              |
| c15 c            | Cleveland Browns     | North            | 3                | 13               | 0                | 0,188            | 2–10             |
| c16 c            | Tennessee Titans     | South            | 3                | 13               | 0                | 0,188            | 1–11             |

| NFC              | NFC                  | NFC              | NFC              | NFC              | NFC              | NFC              | NFC              |
| Rang             | Team                 | Division         | S                | N                | U                | SQ               | CONF             |
| Division leaders | Division leaders     | Division leaders | Division leaders | Division leaders | Division leaders | Division leaders | Division leaders |
| ---------------- | -------------------- | ---------------- | ---------------- | ---------------- | ---------------- | ---------------- | ---------------- |
| 1                | Carolina Panthers    | South            | 15               | 1                | 0                | 0,938            | 11–1             |
| 2                | Arizona Cardinals    | West             | 13               | 3                | 0                | 0,813            | 10–2             |
| 3                | Minnesota Vikings    | North            | 11               | 5                | 0                | 0,688            | 8–4              |
| 4                | Washington Redskins  | East             | 9                | 7                | 0                | 0,563            | 8–4              |
| Wild Cards       |                      |                  |                  |                  |                  |                  |                  |
| c5 c             | Green Bay Packers    | North            | 10               | 6                | 0                | 0,625            | 7–5              |
| c6 c             | Seattle Seahawks     | West             | 10               | 6                | 0                | 0,625            | 7–5              |
| Ausgeschieden    |                      |                  |                  |                  |                  |                  |                  |
| 7                | Atlanta Falcons      | South            | 8                | 8                | 0                | 0,500            | 5–7              |
| d8 d             | St. Louis Rams       | West             | 7                | 9                | 0                | 0,438            | 6–6              |
| d9 d             | Detroit Lions        | North            | 7                | 9                | 0                | 0,438            | 6–6              |
| d10 d            | Philadelphia Eagles  | East             | 7                | 9                | 0                | 0,438            | 4–8              |
| d11 d            | New Orleans Saints   | South            | 7                | 9                | 0                | 0,438            | 5–7              |
| e12 e            | New York Giants      | East             | 6                | 10               | 0                | 0,375            | 4–8              |
| e13 e            | Chicago Bears        | North            | 6                | 10               | 0                | 0,375            | 3–9              |
| e14 e            | Tampa Bay Buccaneers | South            | 6                | 10               | 0                | 0,375            | 5–7              |
| 15               | San Francisco 49ers  | West             | 5                | 11               | 0                | 0,313            | 4–8              |
| 16               | Dallas Cowboys       | East             | 4                | 12               | 0                | 0,250            | 3–9              |

Legende:
| Siege              | Niederlagen           | Unentschieden         | SQ gewonnene Spiele (relativ) | Serie Gewonnene / verlorene Spiele in Folge | DIV Gewonnene / verlorene Spiele in der Division    |
| P+ gemachte Punkte | P− gegnerische Punkte | Diff. Punktedifferenz | TD erzielte Touchdowns        | Playoff-Teilnehmer                          | CONF Gewonnene / verlorene Spiele in der Conference |

## Besondere Spiele

### Saisoneröffnung
Das Saisoneröffnungsspiel, der „Kickoff“, fand am 10. September 2015 im Gillette Stadium zwischen dem Titelverteidiger New England Patriots und den Pittsburgh Steelers statt. Die Patriots besiegten die Steelers mit 28:21. Tom Brady warf vier Touchdownpässe, davon drei zu Tight End Rob Gronkowski. Hierbei verwandelte Patriots-Kicker Stephen Gostkowski den ersten 33-Yards-Extrapunkt der NFL-Geschichte.

### Spiele im Rahmen der NFL International Series
Wie bereits in den Vorjahren fanden Regular-Season-Spiele im Rahmen der NFL International Series in Europa statt. Insgesamt wurden drei Spiele im ausverkauften Londoner Wembley-Stadion ausgetragen. Im ersten Spiel siegten die Jets, die zum ersten Mal außerhalb der USA spielten, über die Dolphins mit 27:14. Miami feuerte daraufhin am nächsten Tag den Headcoach Joe Philbin. Im zweiten Spiel wurden die Bills, die auch zum ersten Mal in London spielten, von den Jaguars mit 31:34 besiegt. Im dritten Spiel besiegten die Chiefs, die zum ersten Mal im Wembley-Stadion spielten, klar die Lions mit 45:10.

### Pro Bowl
Der Pro Bowl 2016 fand am 31. Januar 2016 im Aloha Stadium in Honolulu, Hawaii statt. Das Team Irvin gewann dabei das Spiel über das Team Rice mit 49:27.

## Play-offs
Die Play-offs begannen am 9. Januar 2016 mit der Wild Card Round und endeten am 7. Februar 2016 mit dem Super Bowl 50 im Levi’s Stadium in Santa Clara (Kalifornien). In diesem standen sich die Denver Broncos und die Carolina Panthers gegenüber. Die Broncos besiegten die Panthers mit 24:10 und konnten damit zum dritten Mal die Vince Lombardi Trophy gewinnen. Von Miller wurde nach dem Spiel zum Super Bowl MVP gewählt.
Der Super Bowl 50 wurde von CBS ausgestrahlt. Die NFL entschied sich dafür, den Super Bowl mit der arabischen Zahl 50 zu benennen, statt mit der römischen Ziffer L. Der Grund dafür liegt in der Schwierigkeit, das Logo mit nur einem „Buchstaben“ grafisch umzusetzen.
In den Wildcards gewannen erstmals seit den Änderungen des Play-off-Systems im Jahr 2002 alle Auswärtsmannschaften.
|  | Wild Card Round                      | Wild Card Round                | Wild Card Round                |                                            |             | Divisional Round                                 | Divisional Round                                 | Divisional Round                                 |                                                  |  | Conference Championships | Conference Championships | Conference Championships |  |  | Super Bowl | Super Bowl | Super Bowl |
|  |                                      |                                |                                |                                            |             |                                                  |                                                  |                                                  |                                                  |  |                          |                          |                          |  |  |            |            |            |
|  | 9. Januar – Paul Brown Stadium       | 9. Januar – Paul Brown Stadium | 9. Januar – Paul Brown Stadium |                                            |             | 17. Januar – Sports Authority Field at Mile High | 17. Januar – Sports Authority Field at Mile High | 17. Januar – Sports Authority Field at Mile High |                                                  |  |                          |                          |                          |  |  |            |            |            |
|  | 9. Januar – Paul Brown Stadium       | 9. Januar – Paul Brown Stadium | 9. Januar – Paul Brown Stadium | 1                                          | Denver      | 23                                               |                                                  |                                                  |                                                  |  |                          |                          |                          |  |  |            |            |            |
|  | 3                                    | Cincinnati                     | 16                             | 1                                          | Denver      | 23                                               | 24. Januar – Sports Authority Field at Mile High | 24. Januar – Sports Authority Field at Mile High | 24. Januar – Sports Authority Field at Mile High |  |                          |                          |                          |  |  |            |            |            |
|  | 3                                    | Cincinnati                     | 16                             | 6                                          | Pittsburgh  | 16                                               | 24. Januar – Sports Authority Field at Mile High | 24. Januar – Sports Authority Field at Mile High | 24. Januar – Sports Authority Field at Mile High |  |                          |                          |                          |  |  |            |            |            |
|  | 6                                    | Pittsburgh                     | 18                             | 6                                          | Pittsburgh  | 16                                               | 24. Januar – Sports Authority Field at Mile High | 24. Januar – Sports Authority Field at Mile High | 24. Januar – Sports Authority Field at Mile High |  |                          |                          |                          |  |  |            |            |            |
|  | 6                                    | Pittsburgh                     | 18                             | 16. Januar – Gillette Stadium              |             |                                                  | 24. Januar – Sports Authority Field at Mile High | 24. Januar – Sports Authority Field at Mile High | 24. Januar – Sports Authority Field at Mile High |  |                          |                          |                          |  |  |            |            |            |
|  |                                      |                                |                                | 1                                          | Denver      | 20                                               |                                                  |                                                  |                                                  |  |                          |                          |                          |  |  |            |            |            |
|  | AFC                                  |                                |                                | 1                                          | Denver      | 20                                               |                                                  |                                                  |                                                  |  |                          |                          |                          |  |  |            |            |            |
|  |                                      | 2                              | New England                    | 18                                         |             |                                                  |                                                  |                                                  |                                                  |  |                          |                          |                          |  |  |            |            |            |
|  | 9. Januar – NRG Stadium              | 2                              | New England                    | 18                                         |             |                                                  |                                                  |                                                  |                                                  |  |                          |                          |                          |  |  |            |            |            |
|  | AFC Championship                     |                                |                                |                                            |             |                                                  |                                                  |                                                  |                                                  |  |                          |                          |                          |  |  |            |            |            |
|  | 2                                    | New England                    | 27                             |                                            |             |                                                  |                                                  |                                                  |                                                  |  |                          |                          |                          |  |  |            |            |            |
|  | 2                                    | New England                    | 27                             | 4                                          | Houston     | 0                                                | 7. Februar – Levi’s Stadium                      | 7. Februar – Levi’s Stadium                      | 7. Februar – Levi’s Stadium                      |  |                          |                          |                          |  |  |            |            |            |
|  | 5                                    | Kansas City                    | 20                             | 4                                          | Houston     | 0                                                | 7. Februar – Levi’s Stadium                      | 7. Februar – Levi’s Stadium                      | 7. Februar – Levi’s Stadium                      |  |                          |                          |                          |  |  |            |            |            |
|  | 5                                    | Kansas City                    | 20                             | 5                                          | Kansas City | 30                                               | 7. Februar – Levi’s Stadium                      | 7. Februar – Levi’s Stadium                      | 7. Februar – Levi’s Stadium                      |  |                          |                          |                          |  |  |            |            |            |
|  | 17. Januar – Bank of America Stadium |                                |                                | 5                                          | Kansas City | 30                                               | 7. Februar – Levi’s Stadium                      | 7. Februar – Levi’s Stadium                      | 7. Februar – Levi’s Stadium                      |  |                          |                          |                          |  |  |            |            |            |
|  | 10. Januar – TCF Bank Stadium        | 10. Januar – TCF Bank Stadium  | 10. Januar – TCF Bank Stadium  | A1                                         | Denver      | 24                                               |                                                  |                                                  |                                                  |  |                          |                          |                          |  |  |            |            |            |
|  | 10. Januar – TCF Bank Stadium        | 10. Januar – TCF Bank Stadium  | 10. Januar – TCF Bank Stadium  | A1                                         | Denver      | 24                                               |                                                  |                                                  |                                                  |  |                          |                          |                          |  |  |            |            |            |
|  | 10. Januar – TCF Bank Stadium        | 10. Januar – TCF Bank Stadium  | 10. Januar – TCF Bank Stadium  |                                            | N1          | Carolina                                         | 10                                               |                                                  |                                                  |  |                          |                          |                          |  |  |            |            |            |
|  | 10. Januar – TCF Bank Stadium        | 10. Januar – TCF Bank Stadium  | 10. Januar – TCF Bank Stadium  |                                            | N1          | Carolina                                         | 10                                               |                                                  |                                                  |  |                          |                          |                          |  |  |            |            |            |
|  | 10. Januar – TCF Bank Stadium        | 10. Januar – TCF Bank Stadium  | 10. Januar – TCF Bank Stadium  | Super Bowl 50                              |             |                                                  |                                                  |                                                  |                                                  |  |                          |                          |                          |  |  |            |            |            |
|  | 10. Januar – TCF Bank Stadium        | 10. Januar – TCF Bank Stadium  | 10. Januar – TCF Bank Stadium  | 1                                          | Carolina    | 31                                               |                                                  |                                                  |                                                  |  |                          |                          |                          |  |  |            |            |            |
|  | 3                                    | Minnesota                      | 9                              | 1                                          | Carolina    | 31                                               | 24. Januar – Bank of America Stadium             | 24. Januar – Bank of America Stadium             | 24. Januar – Bank of America Stadium             |  |                          |                          |                          |  |  |            |            |            |
|  | 3                                    | Minnesota                      | 9                              | 6                                          | Seattle     | 24                                               | 24. Januar – Bank of America Stadium             | 24. Januar – Bank of America Stadium             | 24. Januar – Bank of America Stadium             |  |                          |                          |                          |  |  |            |            |            |
|  | 6                                    | Seattle                        | 10                             | 6                                          | Seattle     | 24                                               | 24. Januar – Bank of America Stadium             | 24. Januar – Bank of America Stadium             | 24. Januar – Bank of America Stadium             |  |                          |                          |                          |  |  |            |            |            |
|  | 6                                    | Seattle                        | 10                             | 16. Januar – University of Phoenix Stadium |             |                                                  | 24. Januar – Bank of America Stadium             | 24. Januar – Bank of America Stadium             | 24. Januar – Bank of America Stadium             |  |                          |                          |                          |  |  |            |            |            |
|  |                                      |                                |                                | 1                                          | Carolina    | 49                                               |                                                  |                                                  |                                                  |  |                          |                          |                          |  |  |            |            |            |
|  | NFC                                  |                                |                                | 1                                          | Carolina    | 49                                               |                                                  |                                                  |                                                  |  |                          |                          |                          |  |  |            |            |            |
|  |                                      | 2                              | Arizona                        | 15                                         |             |                                                  |                                                  |                                                  |                                                  |  |                          |                          |                          |  |  |            |            |            |
|  | 10. Januar – FedEx Field             | 2                              | Arizona                        | 15                                         |             |                                                  |                                                  |                                                  |                                                  |  |                          |                          |                          |  |  |            |            |            |
|  | NFC Championship                     |                                |                                |                                            |             |                                                  |                                                  |                                                  |                                                  |  |                          |                          |                          |  |  |            |            |            |
|  | 2                                    | Arizona                        | 26*                            |                                            |             |                                                  |                                                  |                                                  |                                                  |  |                          |                          |                          |  |  |            |            |            |
|  | 2                                    | Arizona                        | 26*                            | 4                                          | Washington  | 18                                               |                                                  |                                                  |                                                  |  |                          |                          |                          |  |  |            |            |            |
|  | 5                                    | Green Bay                      | 20                             | 4                                          | Washington  | 18                                               |                                                  |                                                  |                                                  |  |                          |                          |                          |  |  |            |            |            |
|  | 5                                    | Green Bay                      | 20                             | 5                                          | Green Bay   | 35                                               |                                                  |                                                  |                                                  |  |                          |                          |                          |  |  |            |            |            |
|  |                                      |                                |                                | 5                                          | Green Bay   | 35                                               |                                                  |                                                  |                                                  |  |                          |                          |                          |  |  |            |            |            |

- Die Mannschaft mit der niedrigeren Setznummer hat Heimrecht und wird hier als erste genannt, im Gegensatz zur Praxis in den USA, wo die Gastmannschaft zuerst genannt wird.
- (*) nach Verlängerung

## Trivia

### Auszeichnungen
Am 6. Februar, dem Abend vor dem Super Bowl 50, wurden die besten Spieler der abgelaufenen Saison 2015 geehrt. Die Preisverleihung war die 5. Ausgabe der NFL Honors und fand im Bill Graham Civic Auditorium in San Francisco, Kalifornien statt.
| Award                             | Gewinner       | Position      | Team                 |
| --------------------------------- | -------------- | ------------- | -------------------- |
| AP Most Valuable Player           | Cam Newton     | Quarterback   | Carolina Panthers    |
| AP Offensive Player of the Year   | Cam Newton     | Quarterback   | Carolina Panthers    |
| AP Defensive Player of the Year   | J. J. Watt     | Defensive End | Houston Texans       |
| AP Coach of the Year              | Ron Rivera     | Head Coach    | Carolina Panthers    |
| Pepsi NFL Rookie of the Year      | Jameis Winston | Quarterback   | Tampa Bay Buccaneers |
| AP Offensive Rookie of the Year   | Todd Gurley    | Runningback   | St. Louis Rams       |
| AP Defensive Rookie of the Year   | Marcus Peters  | Cornerback    | Kansas City Chiefs   |
| AP Comeback Player of the Year    | Eric Berry     | Safety        | Kansas City Chiefs   |
| Walter Payton NFL Man of the Year | Anquan Boldin  | Wide Receiver | San Francisco 49ers  |

### Rekorde
Woche 1
- Mit seinem 161. Sieg mit den New England Patriots brach Tom Brady den Rekord für die meisten Siege eines Quarterbacks mit einem einzigen Team.[19]
- Marcus Mariota wurde der erste Spieler der Geschichte, der sein Liga-Debüt mit einem perfekten Quarterback Rating beendete.[20]

Woche 2
- Die Denver Broncos gewannen ihr 13. Auswärtsspiel gegen Gegner aus ihrer Division in Folge und brachen damit den Rekord der San Francisco 49ers, denen zwischen 1987 und 1990 zwölf solcher Siege in Folge gelangen.[21]
- Die New York Giants wurden das erste Team der Geschichte, das in den ersten beiden Saisonspielen eine zweistellige Führung im vierten Quarter noch verspielte.[22]
- Marcus Mariota stellte mit sechs Touchdownpässen in seinen ersten beiden Spielen einen neuen Rekord auf.[23]

Woche 3
- Die Atlanta Falcons wurden das erste Team, das in jedem ihrer ersten drei Saisonspiele einen Rückstand im vierten Quarter noch in einen Sieg ummünzte.[24]

Woche 4
- Adam Vinatieri schaffte es als erster Spieler, in seiner Karriere je mindestens 1000 Punkte für zwei verschiedene Teams zu erzielen.[25]

Woche 5
- Peyton Manning überholte Brett Favre und wurde der Spieler mit den meisten geworfenen Yards (Regular Season und Play-offs) der Geschichte.[26]
- Die Indianapolis Colts stellten mit 16 Siegen in Folge gegen Gegner aus ihrer Division einen neuen Rekord auf.[27]
- Die 70 Passversuche von Matthew Stafford und Dan Orlovsky, Quarterbacks der Detroit Lions, sind ein neuer Rekord für die meisten Passversuche eines Teams in einem Spiel.[28]

Woche 6
- Aaron Rodgers wurde der erste Spieler der die Marke von 30.000 geworfenen Yards mit nur 3.652 Passversuchen erreichte.[29]

Woche 7
- Fünf Teams starteten die Saison mit sechs Siegen in Folge – so  viele wie noch nie zuvor.[30]
- Ryan Tannehills letzten sieben Pässe in Woche 6 und ersten 18 Pässe in Woche 7 wurden alle gefangen, womit er einen neuen Rekord für die meisten erfolgreichen Pässe in Folge (25) aufstellte.[31]

Woche 8
- Vier Teams starteten die Saison mit sieben Siegen in Folge – so  viele wie noch nie zuvor.[32]
- Die 13 Touchdownpässe in der Partie zwischen den New York Giants und den New Orleans Saints sind ein neuer Rekord für die meisten Touchdownpässe in einem Spiel.[33]

Woche 9
- Drei Teams starteten die Saison mit acht Siegen in Folge – so  viele wie noch nie zuvor.[34]
- Marcus Mariota wurde der erste Spieler, dem in seiner ersten Saison zwei Spiele mit je 4 Touchdownpässen und keiner Interception gelangen.[35]

Woche 10
- Peyton Manning überholte Brett Favre und wurde der Spieler mit den meisten geworfenen Yards (nur Regular Season) der Geschichte.[36]
- Die New England Patriots schafften es, in 35 aufeinanderfolgenden Quarters Punkte zu erzielen und stellten damit einen neuen Rekord auf.[37]

Woche 12
- Travis Coons stellte mit 18 erfolgreichen Field-Goal-Versuchen in Folge zu Beginn einer Karriere einen neuen Rekord auf.[38]

Woche 13
- Stephone Anthony von den New Orleans Saints erzielte die erste Defensive Two-Point Conversion der Geschichte, indem er einen geblockten Extrapunktversuch in die gegnerische Endzone zurücktrug.[39]
- Larry Fitzgerald wurde mit 32 Jahren und 97 Tagen der jüngste Spieler, der in seiner Karriere 1.000 Pässe fing.[40]

Woche 14
- Matthew Stafford warf in seinen ersten 90 Spielen Pässe für 25.000 Yards – so viel wie kein anderer Spieler vor ihm.[41]
- Russell Wilson schaffte es als erster Quarterback, in vier Spielen in Folge ein Quarterback Rating von 138,5 oder mehr zu erreichen.[42]

Woche 15
- Die Kansas City Chiefs sind das erste Team der Geschichte, das auf 5 Niederlagen in Serie 8 Siege in Serie folgen ließen.[43]
- Antonio Brown fing von 2013 bis 2015 insgesamt 355 Pässe und stellte damit einen neuen Rekord für die meisten gefangenen Pässe eines Spielers in drei aufeinander folgenden Saisons auf.[44]

Woche 16
- Vor Brandon Marshall war es noch keinem Spieler gelungen, in sechs verschiedenen Saisons je mindestens 100 Pässe zu fangen.[45]
- Cam Newton wurde der erste Spieler, der in einer Saison sowohl mindestens 30 Touchdownpässe als auch mindestens 8 Touchdownläufe erzielte.[45]
- Die New Orleans Saints stellten mit 43 kassierten Touchdownpässen in einer Saison einen neuen Negativrekord auf.[46]

Woche 17
- Russell Wilson wurde der erste Quarterback, der in einer Saison mindestens 4.000 geworfene Yards, mindestens 30 Touchdownpässe und mindestens 500 erlaufene Yards erreichte.[47]
- 11 verschiedene Quarterbacks erzielten mindestens 30 Touchdownpässe. Zwei mehr als im vorigen Rekordjahr 2014.[48]
- Antonio Brown wurde der erste Wide Receiver, der in zwei aufeinanderfolgenden Saisons je mindestens 1.700 Scrimmage-Yards erreichte.[49]
- Drew Brees’ sechste Saison in Folge mit mindestens 4.500 geworfenen Yards markiert einen neuen NFL-Rekord.[50]

### Saisonbestleistungen
Folgende Saisonbestleistungen wurden 2015 erreicht:
| Statistikwert           | Spieler                                                                               | Wert  |
| ----------------------- | ------------------------------------------------------------------------------------- | ----- |
| Geworfene Yards         | Drew Brees (NO)                                                                       | 4.870 |
| Geworfene Touchdowns    | Tom Brady (NE)                                                                        | 36    |
| Erlaufene Yards         | Adrian Peterson (MIN)                                                                 | 1.485 |
| Erlaufene Touchdowns    | Devonta Freeman (ATL) Jeremy Hill (CIN) Adrian Peterson (MIN) DeAngelo Williams (PIT) | 11    |
| Fänge (receptions)      | Antonio Brown (PIT) Julio Jones (ATL)                                                 | 136   |
| Gefangene Yards         | Julio Jones (ATL)                                                                     | 1.871 |
| Gefangene Touchdowns    | Doug Baldwin (SEA) Devonta Freeman (ATL) Brandon Marshall (NYJ) Allen Robinson (JAX)  | 14    |
| Tackles                 | NaVorro Bowman (SFO)                                                                  | 154   |
| Sacks                   | J. J. Watt (HOU)                                                                      | 17,5  |
| Interceptions           | Reggie Nelson (CIN) Marcus Peters (KAN)                                               | 7     |
| erzwungene Fumbles      | Jamie Collins (NE)                                                                    | 5     |
| erzielte Punkte         | Stephen Gostkowski (NE)                                                               | 151   |
| verwandelte Field Goals | Blair Walsh (MIN)                                                                     | 34    |
| gepuntete Yards         | Johnny Hekker (STL)                                                                   | 4.601 |